# Адамово (Велике Лашче)
Адамово (словен. Adamovo) је насељено место у саставу општине Велике Лашче, у покрајини Долењској која припада регији Средишња Словенија у Републици Словенији.

## Географија
Насеље се налази у Великопашчанској покрајини под Адамовским брдом на источно рубу Мишје долине, на надморској висини 514,4 м, површине 0,6 км². До насеља се долази путем из засеока Грич, који припада насељу Капланово. Адамово има само једну улицу која има исто име као и насеље. Кроз насеље протиче Адамосвки поток који добија воду из оближњег извора.

## Историја
До територијалне реорганизације у Словенији Адамово се налазило у саставу града Љубљане, односно старе општине Вич-Рудник.

## Становништво
Приликом пописа становништва 2011. године Адамово је имало 10 становника.
| Број становника по пописима | Број становника по пописима | Број становника по пописима |
| --------------------------- | --------------------------- | --------------------------- |
| 1991                        | 2002                        | 2011                        |
| 14                          | 13                          | 10                          |

## Културна баштина
У насељу Адамово налази се капелица посвећена Богородици са краја 19. века, која је регистрована као непокретно културно добро Републике Словеније.